# Cudrefin
Cudrefin (en alemán Guderfi) es una comuna suiza del cantón de Vaud, situada en el distrito de Broye-Vully, a orillas del lago de Neuchâtel. Limita al norte con las comunas de Gampelen (BE) e Ins (BE), al este con Haut-Vully (FR), al sureste y sur con Vully-les-Lacs, y al oeste con Neuchâtel (NE), Hauterive (NE), Saint-Blaise (NE) y La Tène (NE).
La comuna hizo parte hasta el 31 de diciembre de 2007 del distrito de Avenches, círculo de Cudrefin.

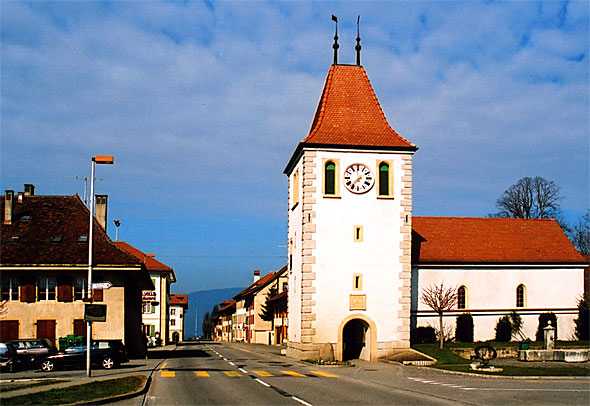
Iglesia de Cudrefin.